# Force
Force é uma comuna italiana da região das Marcas, província de Ascoli Piceno, com cerca de 1 604 habitantes. Estende-se por uma área de 34 km², tendo uma densidade populacional de 47 hab/km². Faz fronteira com Comunanza, Montefalcone Appennino (FM), Montelparo (FM), Palmiano, Rotella, Santa Vittoria in Matenano (FM), Venarotta.

## Demografia
| Variação demográfica do município entre 1861 e 2011                               |
|                                                                                   |
| Fonte: Istituto Nazionale di Statistica (ISTAT) - Elaboração gráfica da Wikipedia |